# Rorippa valdes-bermejoi
Rorippa valdes-bermejoi är en korsblommig växtart som först beskrevs av Santiago Castroviejo, och fick sitt nu gällande namn av Mart.-laborde och Castroviejo. Rorippa valdes-bermejoi ingår i släktet fränen, och familjen korsblommiga växter. IUCN kategoriserar arten globalt som akut hotad. Inga underarter finns listade i Catalogue of Life.